# 凉山悬钩子
凉山悬钩子（学名：Rubus fockeanus）为蔷薇科悬钩子属的植物。分布于尼泊尔、不丹、缅甸以及中国大陆的西藏、湖北、四川、云南等地，生长于海拔2,000米至4,000米的地区，见于生山坡草地及林下，目前尚未由人工引种栽培。